# Tömörd
Tömörd is een plaats (község) en gemeente in het Hongaarse comitaat Vas. Tömörd telt 281 inwoners (2001).